# FMECA
FMECA(Failure modes, effects, and criticality analysis)는 다음 내용 인식하고 분석하기 위한 방법론이다.
- 다양한 시스템 부분의 모든 가능성 있는 고장 유형
- 이런 고장이 시스템에 미치는 영향성
- 고장을 피하는 방법, 시스템에서 고장 영향성을 줄이는 방법

## FMECA- FMEA
초기 FMECA는 FMEA에 불렸다. FMECA에서 C가 의미하는 것은 다양한 고장 영향성의 심각성(criticality 또는
severity)이 고려되고, 정도를 레벨로 표현한다. 오늘날 FMEA는 가끔 FMECA에 동의어로 사용된다. 두개의 용어 사이의 구분은 모호하다.
FMECA는 FMEA의 확장으로 Failure Mode effect critical analysis이다. FMEA를 실시한 다음CA를 실시하는 것으로 CA는 치명도 분석이다.
FMEA는 제품이든 공정이든 설계에 주안점을 둔 체계적인 활동으로서 다음과 같이 설명될 수 있다.
- 제품/공정의 잠재적 고장과 그 고장의 영향을 인식하고 평가
- 잠재적 고장 발생의 기회를 제거하거나 줄일 수 있는 조치를 파악
- 전 과정을 문서화

## 배경
FMECA는 고장 분석을 위한 우선적으로 수행하는 체계적인 기술 중의 하나이다. FMECA는 미 국방성이 개발하였다. 첫 번째 가이드라인은 미 군사규격 [1949]년 11월 9일에 제정한 [MIL-P-1629] “Procedures for performing a failure mode, effects and criticality analysis”이다. FMECA는 시스템 개발 초기 상태에서 가장 많이 신뢰성 분석 기술에 사용되고 있다. FMECA는 보통 개념 또는 초기 설계 단계에 수행되는데 가능성 있는 모든 고장 유형을 확인하고 적절한 조치를 취하여 고장을 줄이도록 한다.

## 목적
초기 설계 단계에서 고 신뢰성 및 안전성을 가진 대안 설계를 하도록 도와준다. 모든 내재되어 있는 고장유형과 영향성이 시스템 성공적인 동작에 미치는 것을 알도록 한다. 가능성 있는 고장 유형 리스트를 만들 수 있으며, 그 영향성의 정도를 알 수 있다. 시험 계획이나 시험장비 요구도를 위한 초기 기준을 확정하도록 해 준다. 설계 변경시 고장 유형을 분석하는 데 도움을 주기 위해 미래에 참고하기 위한 기록 문서를 제공한다. 유지 계획을 위한 기본 데이터를 제공한다. 수치적 신뢰성 및 유용성 분석을 위한 기본 데이터를 제공한다.

## FMECA 유형
- 설계 FMECA : 고장을 제거하기 위해 수행하는데 장비 설계 단계에서 이루어지는데, 장비의 전체 수명 주기 동안에 나타날 수 있는 모든 고장 유형을 고려한다.
- 프로세스 FMECA : 장비가 어떻게 제작되고, 유지 또는 동작하는 것으로 파생된 문제에 관심을 둔다.
- 시스템 FMECA : 예를 들어 전체 생산 라인 같은 큰 프로세스에서 가능성있는 문제를 찾는 것이다.

## 2가지 접근 방법
- Bottom-up 방법 : 시스템 개념을 결정할 때 사용한다. 가장 낮은 레벨에서 각 콤포넌트 별로 한개씩 연구한다. 이 방법은 하드웨어 접근방법이라고도 불린다. 분석의 끝은 모든 콤포넌트를 수행하게 되면 된다.
- Top-down 방법 : 전체 시스템 구조가 결정되기 전에 초기 설계 단계에서 주로 사용한다. 분석은 주로 기능에 초점을 맞춘다. 분석 시작은 메인 시스템 함수를 가지고 하는데 이것이 어떻게 고장을 일으키는지를 연구한다. 심각한 영향을 미치는 기능 고장이 보통 분석단계에서 먼저 일어난다. 이 분석은 충분하게 끝나지 않는다. 이 방법이 주로 사용되는 것은 존재하고 있는 시스템에서 문제 영역에 초점을 맞춘다.

## FMEA 분석 기법과 관련된 정보를 보유하고 있는 회사
- 지멘스 인더스트리 소프트웨어 Polarion FMEA
- 아키텍트그룹 codeBeamer FMEA
- 한컴MDS Safety Analysis, FMEA, medini analyze
- ikv++ medini analyze 보관됨 2012-07-11 - 웨이백 머신
- APIS IT GmbH IQ-Software

## 기준서
- [MIL-STD-1629] “Procedures for performing a failure mode and effect analysis”
- [IEC 60812] “Procedures for failure mode and effect analysis(FMEA)”
- [BS 5760-5] “Guide to failure modes, effects and criticality analysis (FMEA and FMECA)”
- [SAE ARP 5580] “Recommended failure modes and effects analysis (FMEA) practices for non-automobile applications”
- [SAE J1739] “Potential Failure Mode and Effects Analysis in Design (Design FMEA) and Potential Failure Mode and Effects Analysis in Manufacturing and Assembly Processes (Process FMEA) and Effects Analysis for Machinery (Machinery FMEA)”
- [SEMATECH] (1992) “Failure Modes and Effects Analysis (FMEA): A Guide for Continuous Improvement for the Semiconductor Equipment Industry”

## 같이 보기
- 종합 군수 지원
- 신뢰성 공학
- 리스크 평가제도
- 안전공학